# Низівський парк
Низівський — парк-пам'ятка садово-паркового мистецтва місцевого значення в Україні. Об'єкт природно-заповідного фонду Сумської області.
Площа 6 га. Оголошено територією ПЗФ 20.06.1972. Закладений в сер. ХІХ ст. родиною поміщиків Кондратьєвих. Розташовується в центральній частині смт Низи, поряд з колишнім цукровим заводом. Являє собою зразок паркового будівництва. Колекція налічує близько 20 видів дерев та чагарників. Пов'язаний з перебуванням на Сумщині П. І. Чайковського.